# Château de Belfort
Le château de Belfort est un château en ruine situé à l'est du territoire de l'ancienne commune grisonne de Brienz/Brinzauls, en Suisse.

## Histoire
C'est en 1222 que le château de Belfort est mentionné pour la première fois, comme propriété de la famille von Vaz ; il semble cependant que le château a été construit vers 1200. Pendant le XIIIe siècle, la famille quitte son siège de Nivagl pour venir s'établir à Belfort qui devient alors le centre d'une nouvelle seigneurie, puis d'un bailliage.
La politique de la famille de Vaz les mènent à plusieurs reprises à être en conflit avec d'autres seigneurs féodaux voisins. Ces conflits touchent régulièrement le château de Belfort.
En 1337, après la mort du dernier représentant de la famille von Vaz, le château passe aux mains des comtes de Toggenbourg, puis change de propriétaires à de très nombreuses reprises. Le 14 mars 1499, pendant les guerres de Souabe, il est pris d'assaut par les troupes grisonnes et incendié, puis abandonné.
Ce n'est qu'en 1935-1936 que des travaux sont entrepris pour stopper l'effondrement des murs. Par la suite, en 2002, une association « Pro ruine Belfort » est fondée pour sauver le château via un plan de restauration en cinq phases de 2002 à 2007. Dans le même temps, l'ouvrage est inscrit comme bien culturel d'importance nationale.

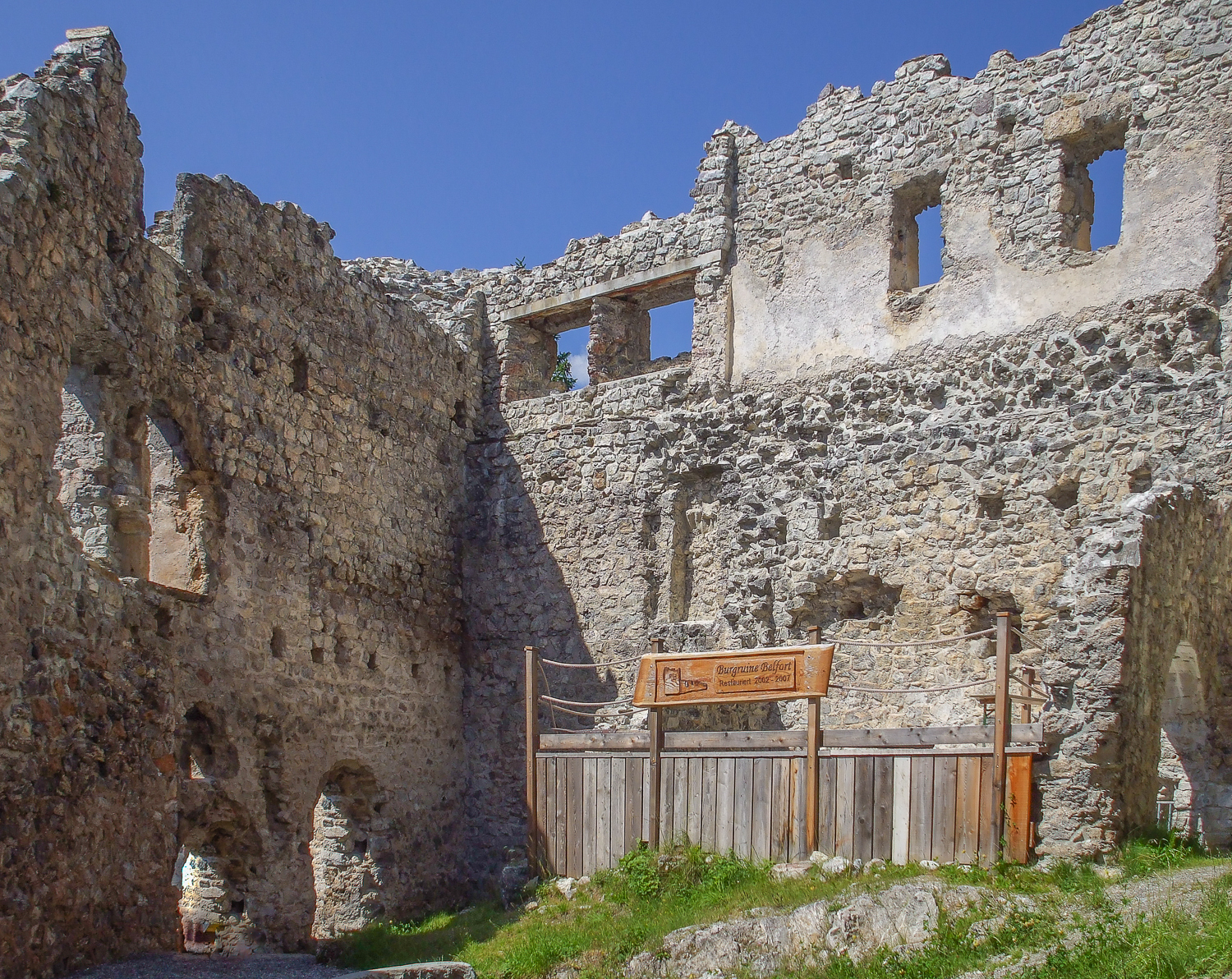
Vue intérieure du Château de Belfort

## Source
- (de) Cet article est partiellement ou en totalité issu de l’article de Wikipédia en allemand intitulé « Burg Belfort » (voir la liste des auteurs).